# Santuario della Mentorella
Il Santuario Madre delle Grazie della Mentorella è uno dei più antichi santuari mariani d'Italia e d'Europa.
Sorge ad un'altitudine di 1018 metri s.l.m., su una rupe sporgente del versante orientale del Monte Guadagnolo (Monti Prenestini) che scende quasi a picco sulla sottostante Valle del Giovenzano, tra Tivoli e Palestrina, a nord-est di Roma. Appartiene alla Chiesa cattolica apostolica romana (Diocesi di Tivoli), ed è custodito dalla Congregazione della Resurrezione di Nostro Signore Gesù Cristo.

## Storia
Secondo la leggenda, il santuario è sorto per volontà di Costantino nel IV secolo, nel luogo in cui si convertì il già tribuno romano Sant'Eustachio, vissuto tra il I e il II secolo. Nel VI secolo venne donato ai Benedettini e divenne, fino al XV secolo, proprietà dell'Abbazia di Subiaco; abbandonato dai monaci benedettini, si depauperò fino a quando nel XVII secolo venne riscoperto dal gesuita Athanasius Kircher che ne diresse il restauro.
Nel 1664 Papa Alessandro VII proclamò uno straordinario anniversario per Mentorella, stabilendo la festa annuale patronale per il giorno 29 settembre, festa di San Michele Arcangelo. Nel 1857 Papa Pio IX donò il santuario alla ancor presente Congregazione della Resurrezione di Nostro Signore Gesù Cristo.

Nel 1870 la Mentorella, con tutti i suoi beni, venne incamerata dal nuovo Stato Italiano, e nel 1880  viene messa all'asta dallo Stato stesso. Nel 1883 i padri Resurrezionisti ricomprarono dal Governo  la chiesa ed il convento, per la somma di 8.500 lire. Il primo rettore fu padre Luigi Oldoini. Nel 1947 venne rinnovata la Scala Santa che porta alla cappella di Sant'Eustachio.

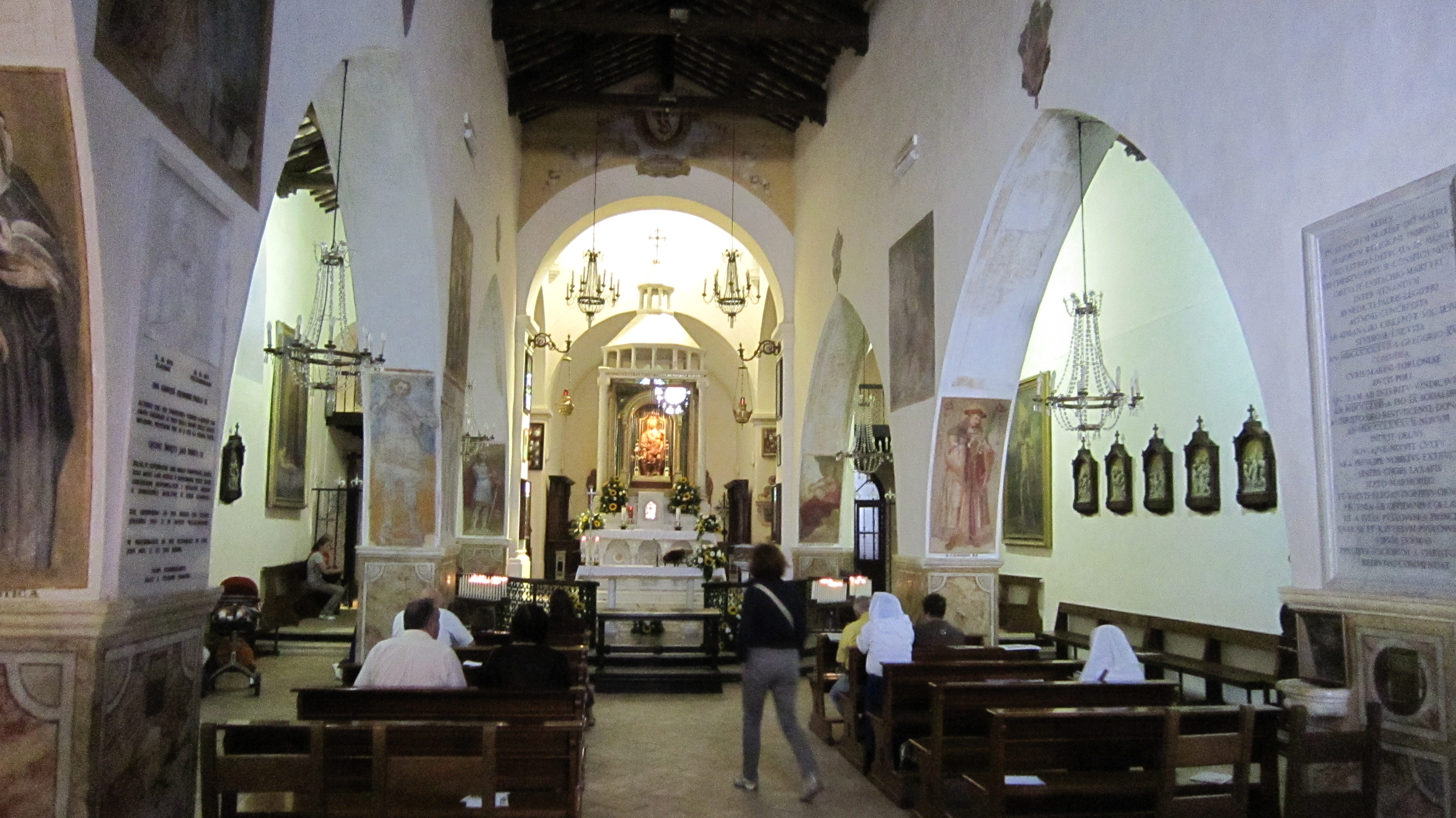
interno della Chiesa

 Nel 1961 si conclusero i lavori della strada, di circa 2 km, che unisce il Santuario con Guadagnolo; Il 22 ottobre 1967 la strada che conduce al santuario venne asfaltata, ed inaugurata alla presenza del Cardinale Wladyslaw Rubin.
Il 29 ottobre 1978, papa Giovanni Paolo II si recò, per la prima volta, alla Mentorella, in occasione del suo primo viaggio pastorale da pontefice; successivamente lo visitò, in incognito, numerose altre volte, ancor oggi nella memoria delle persone del luogo. Nel 2000 in occasione del Grande Giubileo il santuario venne completamente ristrutturato e rinnovato. Il 29 ottobre 2005 anche papa Benedetto XVI rese omaggio alla Madonna delle Grazie della Mentorella.
Il 22 agosto 2007 papa Benedetto XVI inviò alla Madonna della Mentorella una rosa d'argento benedetta, da deporre ai suoi piedi per esprimere voto di gratitudine per i 150 anni di presenza al Santuario della Congregazione della Resurrezione.
Nel 2010 è stato celebrato il XV centenario dall'istituzione del santuario della Mentorella. Con l'occasione, il:

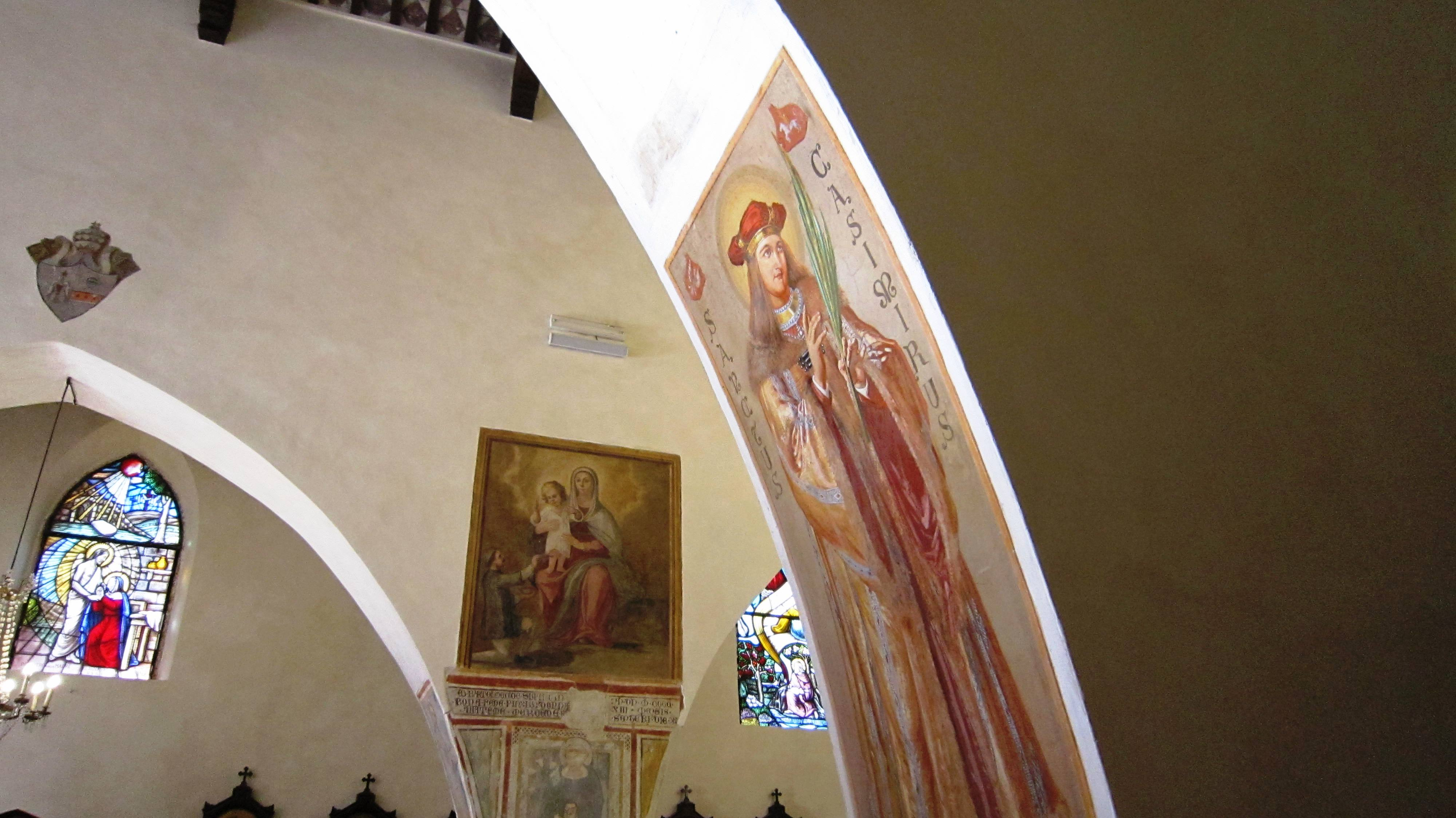
interno chiesa - particolare di affresco

- interno chiesa - particolare di affresco28 agosto, alle ore 16:20, padre Wieslaw Spiewak, rettore della provincia polacca della Congregazione della Risurrezione, ha meditato il santo rosario e celebrato la santa messa trasmessa in diretta, via satellite, in tutta Europa da Radio Maria Italia e in tutto il mondo tramite il web dell'emittente mariana;
- il 29 agosto, alle ore 11:00, è stata celebrata una santa messa solenne, sul piazzale antistante la chiesa, presieduta dal cardinale Giovanni Battista Re, inviato speciale del santo padre Benedetto XVI. La sera dello stesso giorno festivo, alle 18:00, una seconda messa è stata celebrata dal vescovo di Tivoli Mauro Parmeggiani.

Le Poste Vaticane, per lo speciale evento, hanno emesso un francobollo da 0,65 cent con l'immagine del santuario e la sovrastampa di 20 cent a vantaggio della popolazione di Haiti colpita dal terremoto.
L'8 dicembre 2015 è stata aperta la Porta Santa della Misericordia in occasione della celebrazione del Giubileo della Misericordia indetto da papa Francesco.

## Monumenti ed interni del santuario

### Chiesa

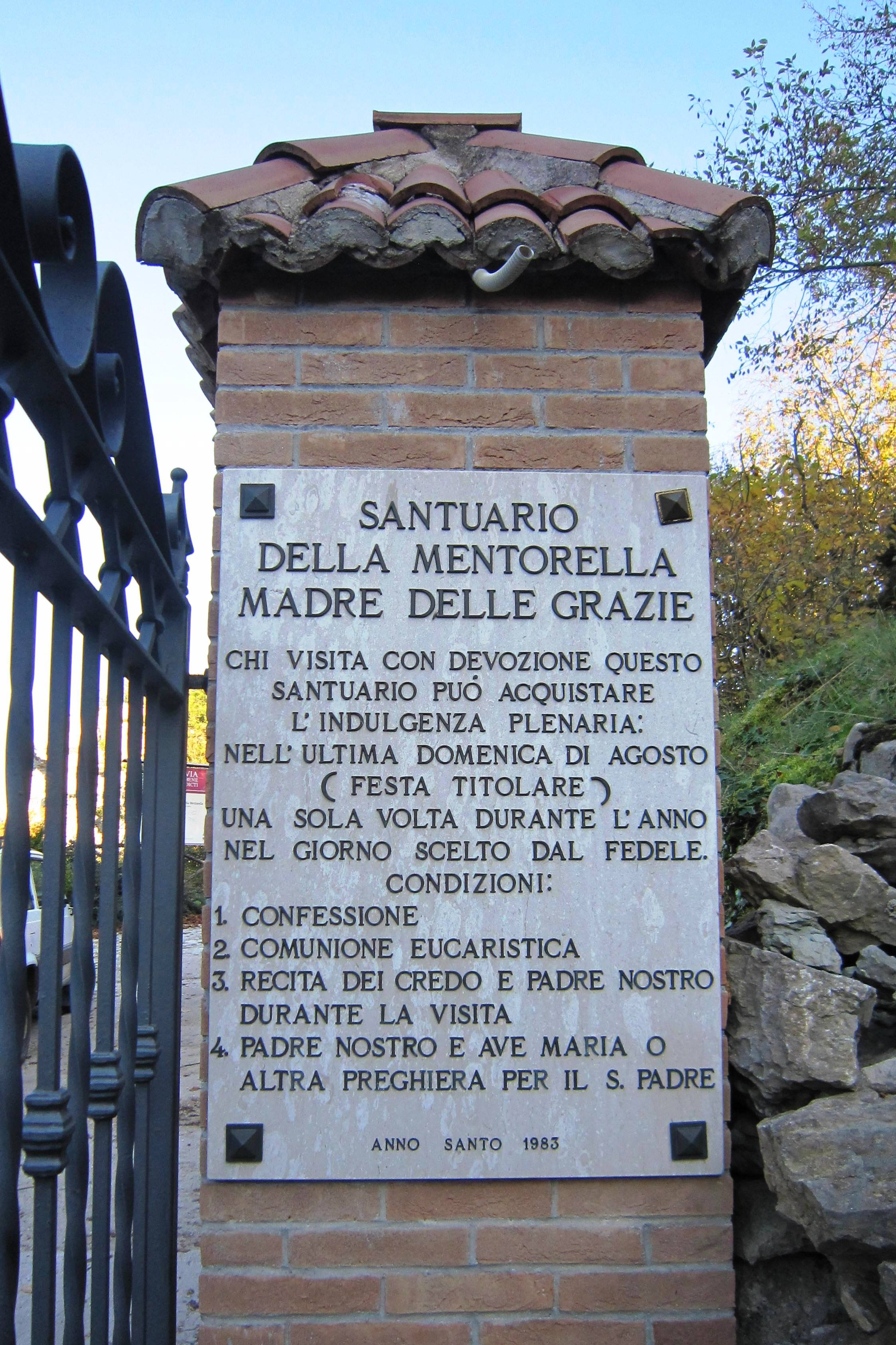
ingresso del piazzale

È nello stile delle basiliche romane del XII secolo con l'interno a tre navate. Davanti all'entrata della chiesa è stata collocata una statua in bronzo di san Giovanni Paolo II, dono dei dodici comuni che "fanno corona alla Madonna", come recita la stessa preghiera a Lei dedicata.

### Statua lignea della Madonna delle Grazie
La figura della Madre di Dio con il Bambino Gesù sulle ginocchia, è stata realizzata nei secoli XI/XII da artista ignoto (potrebbe essere uno dei padri benedettini), in legno di rovere, ed è stata incoronata solennemente dal Capitolo Vaticano il 29 settembre 1901. La Statua fu rubata da ignoti nel 1972 ma dopo circa un anno fu ricuperata dall'Arma dei Carabinieri. Nel trono, accanto alla figura mariana, è stata collocata la rosa d'argento benedetta e inviata da Papa Benedetto XVI in occasione dei 150 anni di presenza dei padri Resurezionisti alla Mentorella.

### Presbiterio
Al centro dello stesso è stato collocato il ciborio del 1305, arricchito nella parte superiore da ornamenti cosmateschi della fine del XIX secolo, innalzato e piazzato sull'altare di marmo. Sotto l'altare si trova un frammento del pavimento del XII secolo, opera dei cavapietre della scuola cosmatesca. Sul pilastro sinistro del presbiterio è collocata una piccola lapide con la data della consacrazione della chiesa a Maria Santissima: "MEN. OC. D. XXIII DEDICATIO BEATAE MARIAE IN WLTVILLA".

### Cappella di Santa Croce
Presenta due colonnine di pietra del IV secolo provenienti dalla chiesa originaria di Sant'Eustachio. Nella parte alta dell'altare si trova una croce in legno del XIX secolo.

### Cappella di San Silvestro

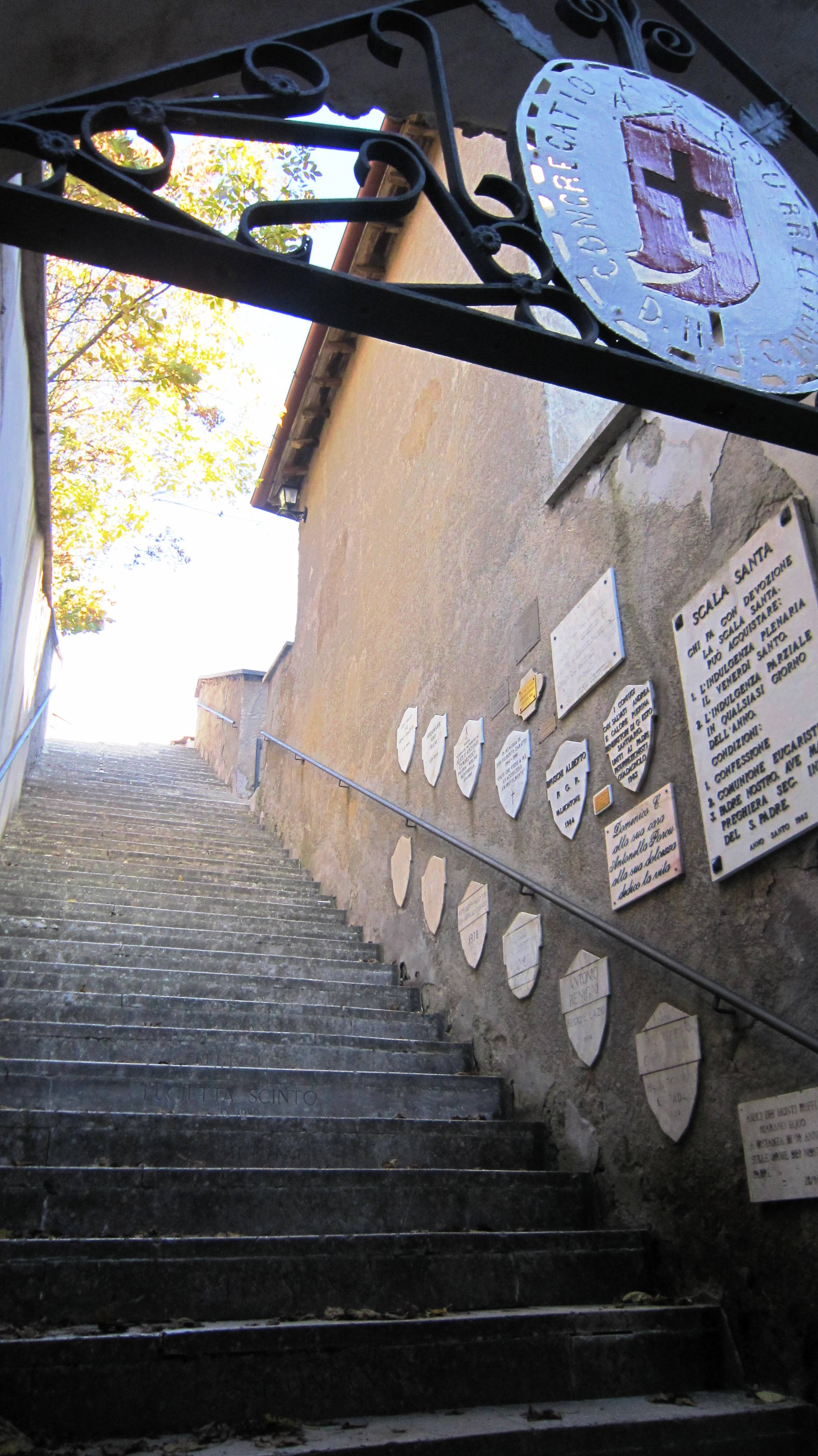
la Scala Santa

Adornata nel XVII secolo da affreschi che rappresenta il battesimo dell'imperatore Costantino, e la consacrazione della chiesa di Sant'Eustachio, che è stata fatta costruire da papa Silvestro I.

### Affreschi della navata centrale
Sant'Atanasio (XVII secolo), la Madre di Dio con Bambino (XV secolo), san Domenico (XV secolo), sogno di san Giuseppe (XVII secolo), san Michele arcangelo e sant'Antonio abate (ambedue del XV secolo), san Benedetto, santa Scolastica, santa Maria Maddalena, santa Lucia, san Agapito, sant'Ignazio di Loyola e san Francesco Saverio (del XVII secolo) e san Casimiro, principe e patrono della Polonia e della Lituania realizzato nel XIX secolo.
Sopra gli archi della navata centrale si trovano inoltre gli stemmi dei papi Innocenzo XIII, Gregorio XVI, Pio IX e Leone XIII.

### Cappella di Sant'Eustachio
È stata costruita sulla roccia nel luogo in cui secondo la tradizione è apparso Gesù Cristo al santo. Sant'Eustachio insieme alla sua famiglia subì il martirio per ordine dell'imperatore Adriano (76-138). Nel IV secolo l'imperatore Costantino (306-337) colpito dal coraggio e dal martirio del santo visitò il luogo della sua conversione e ordinò di costruire il tempio dedicato al Martire che viene poi consacrato da papa San Silvestro (+335). La cappella è ornata con affreschi raffiguranti la conversione e il martirio del santo.

### Scala Santa
Tramite il percorso della Scala Santa, costruita nel XVII secolo, si giunge alla cappella di Sant'Eustachio costruita nelle stesso periodo e costituita da un campanile, con tre campane a corda, che reca la seguente iscrizione "non far da campanaro se il cuor tuo non batte da cristiano".

### Grotta di San Benedetto
Nella roccia sottostante la Cappella di Sant'Eustachio si trova la grotta di San Benedetto con l'altare e l'immagine del santo. In questa grotta naturale soggiornò per due anni San Benedetto da Norcia (480-547), il padre della vita monastica occidentale. Egli abbandonò la vita laica da patrizio romano per condurre una vita da eremita. Dalla Mentorella Benedetto si recò poi a Subiaco a circa 35 km di distanza.

## Legame di alcuni Pontefici con il santuario

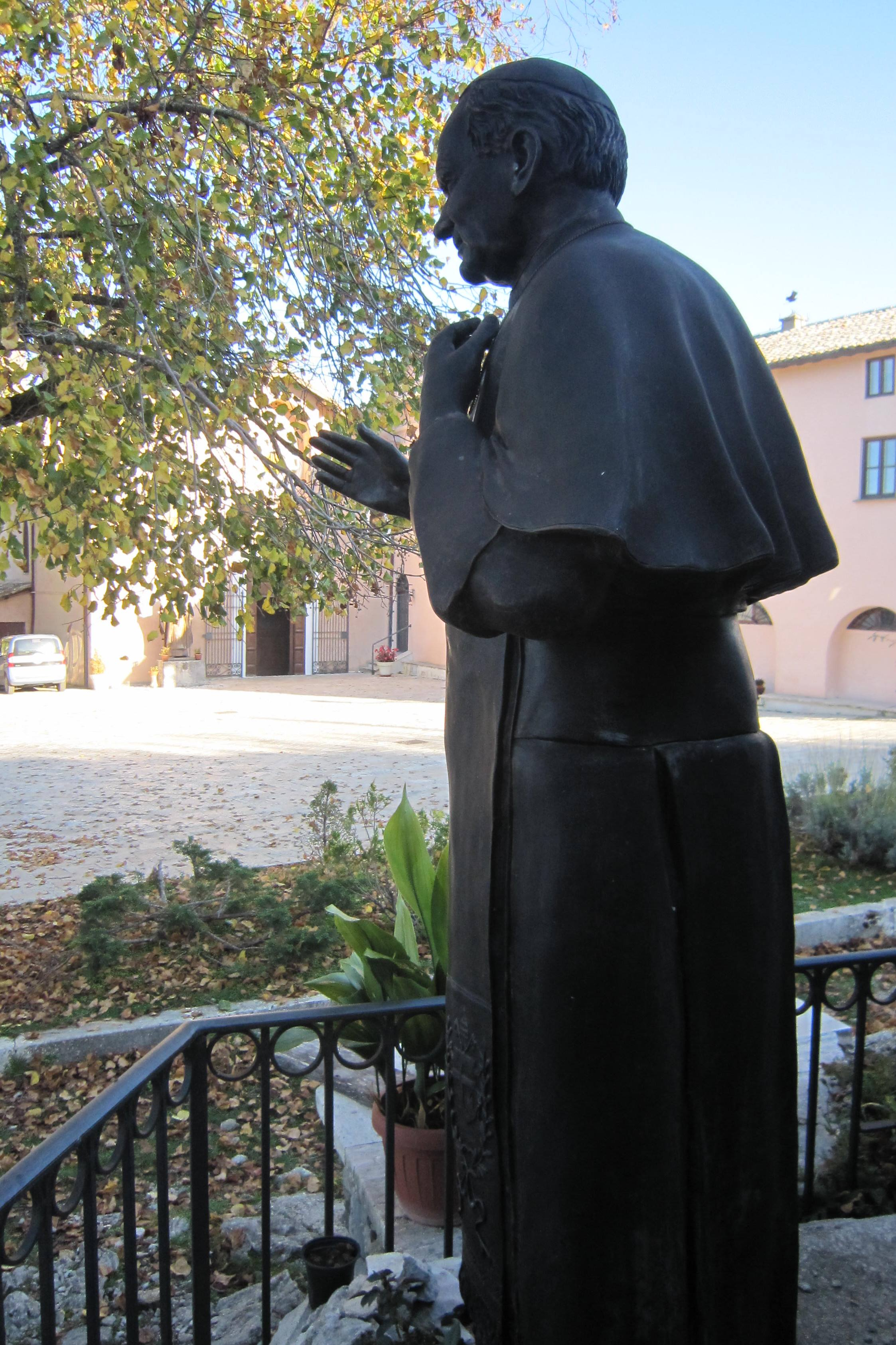
Statua di Giovanni Paolo II

### Giovanni Paolo II
Quattordici giorni dopo l'elezione al soglio della cattedra di Pietro, inaspettatamente papa Wojtyla, visitò ufficialmente il santuario della Mentorella (29 ottobre 1978) dicendo: "Sono venuto a cantare il Magnificat". «In occasione dei miei soggiorni a Roma, ho spesso visitato il Santuario della Madonna della Mentorella... Leggiamo nel Vangelo di S. Luca che Maria, dopo l'annunciazione si reco tra le montagne per visitare la sua parente Elisabetta. Arrivata ad Ain-Karin, mise tutta la sua anima nelle parole del cantico, che la Chiesa ricorda ogni giorno nei Vespri: "L'anima mia magnificat il Signore". Ho desiderato di venire qui, tra queste montagne per cantare dietro le orme di Maria il "Magnificat...". Questo luogo mi ha aiutato molto a pregare. È perciò anche oggi ho desiderato venire qui. La preghiera, che in vari modi esprime il rapporto dell'uomo col Dio vivo, è anche il primo compito e quasi il primo annuncio del Papa». Successivamente fece ritorno ai piedi di Maria il:
- 31 marzo 1979
- 28 dicembre 1987
- 17 aprile 1990
- 27 dicembre 1991
- 30 dicembre 1996
- 28 ottobre 1997
- 3 febbraio 2000.

### Benedetto XVI
Come prefetto della Congregazione per la Dottrina della Fede Papa Ratzinger si recò più volte al santuario come pellegrino, ai piedi della Madonna delle Grazie.
Il 29 ottobre 2005, dopo 27 anni dal pellegrinaggio di Giovanni Paolo II, si recò in visita celebrando la Santa Messa e il Santo Rosario.
In seguito Benedetto XVI non ha mancato di manifestare il suo affetto al santuario transitandovi sopra benedicente durante i voli per Manopello, e Sulmona a bordo dell'elicottero.

### Leone XIV
In data 19 agosto 2025 il Papa si è recato al Santuario per una visita privata.

## Altro

### Reliquie custodite nel santuario
- sotto l'altare della chiesa è stato posto, per sua espressa volontà, il cuore del padre gesuita Athanasius Kircher (1602-1680) che con ogni mezzo ripristinò nel 1661 lo splendore del santuario;
- sulla colonna del lato destro dell'altare riposa, all'interno di una teca in marmo, il cuore di papa Innocenzo XIII (Michelangelo Conti, 1655-1724) eletto successore di Pietro nel 1721;
- le spoglie del cardinale Bernardo Maria Conti.

### Indulgenza plenaria
In occasione della visita al santuario della Mentorella, aperto tutto l'anno dalle 08:00 alle 20:00, è possibile ottenere l'indulgenza plenaria, nelle condizioni stabilite dalla Chiesa:
- nell'ultima domenica del mese di agosto, festa del Patrono di Guadagnolo;
- in qualsiasi giorno nel corso dell'anno visitando il santuario.

Le sante messe, celebrate dai padri resurrezionisti, avvengono nei giorni feriali (ore 16), primo sabato del mese (ore 17) domeniche e festivi (10, 11, 12:30, 17).

### La Preghiera alla Madonna delle Grazie della Mentorella
O beatissima Vergine di Mentorella,
nostra amorosissima Madre,

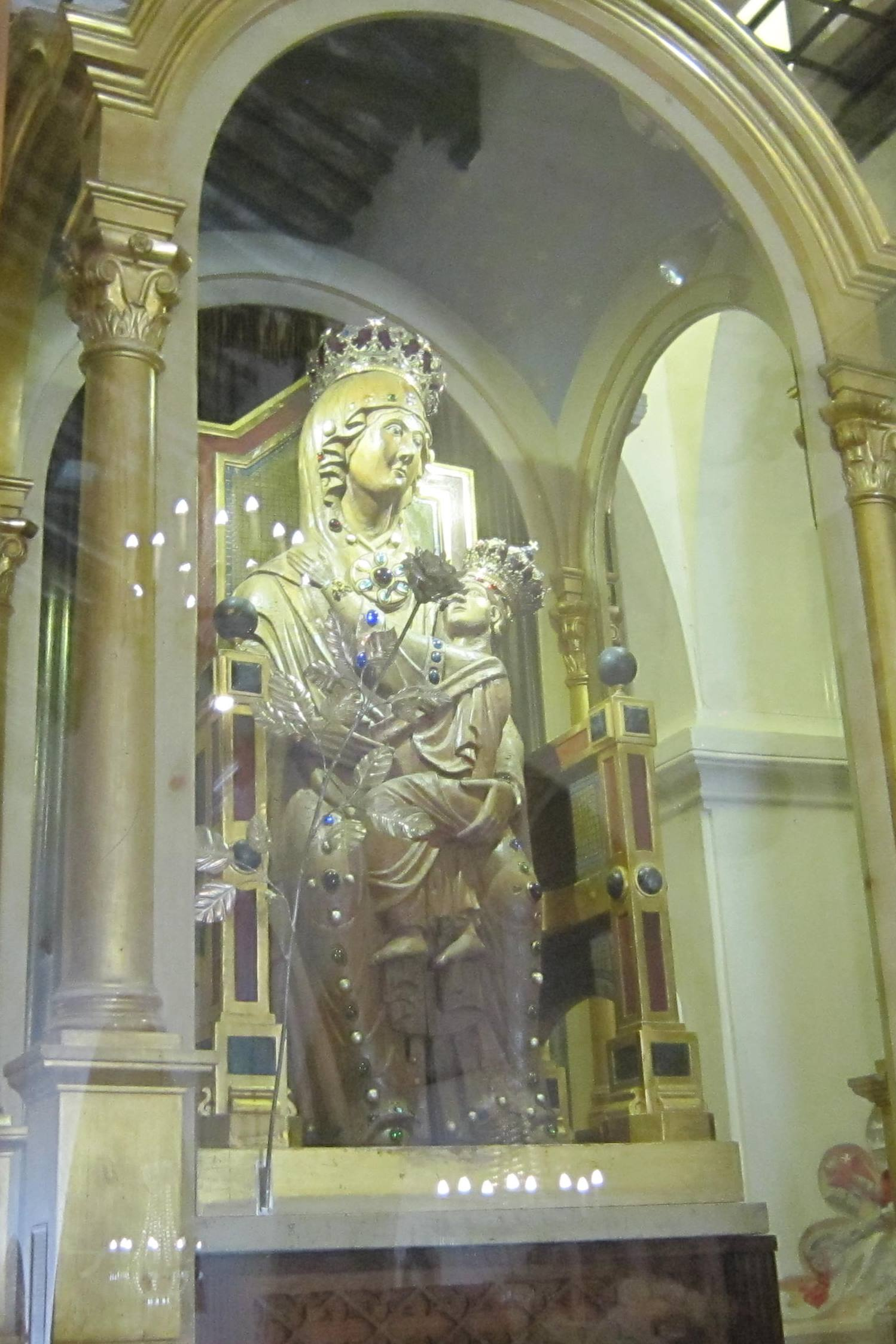
la Statua lignea della "Madonna delle Grazie" collocata in una teca nel cuore della Chiesa

decoro di questo sacro monte e faro luminosissimo dei nostri paesi e villaggi che vi fanno corona,
riguardate pietosa tutti coloro che vengono a visitarvi in questo Santuario e rivolgete le materne pupille a noi miserabili peccatori,
che col cuore contrito prostrati dinanzi alla vostra immagine,
imploriamo per mezzo vostro dal Divin Figlio che vi stringete al seno,
il perdono dei nostri peccati e l’aumento in noi di ogni più bella virtù.
O Madre tutta pura, concedeteci che discendiamo questo sacro monte con la pace nel cuore,
onde tornati in seno alle nostre famiglie possiamo cantare le vostre glorie e ripeterle un giorno nel Paradiso.
Così sia.
Madonna della Mentorella, Madre delle Grazie, prega per noi.

### Sentieri per raggiungere a piedi il Santuario[6]

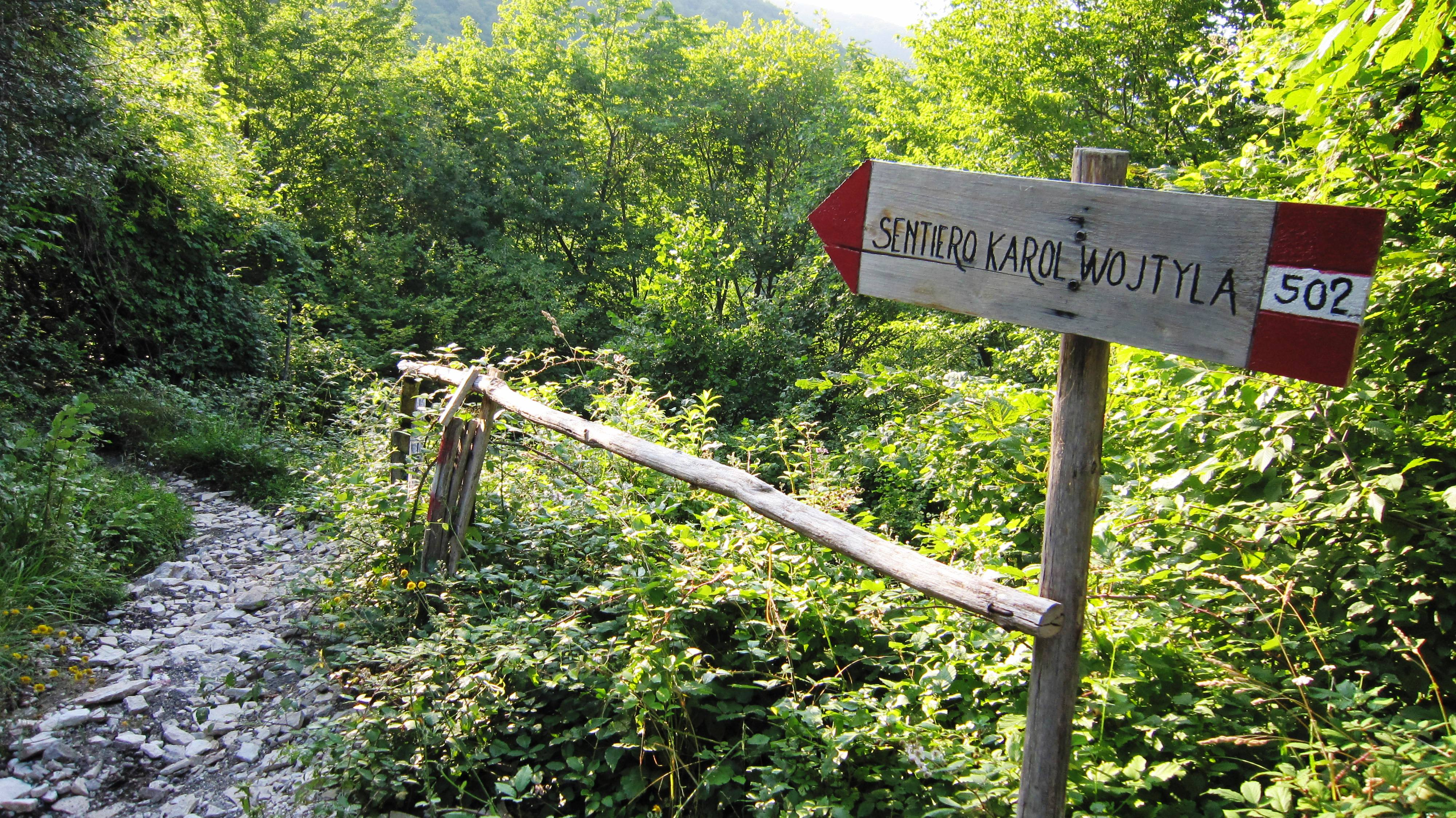
cartello "sentiero Karol Wojtyla"

- sentiero dei pellegrini: dal passo della fortuna di Ciciliano fino al santuario. Tempio medio di percorrenza 3,5 ore;
- sentiero di Karol Wojtyla: dal centro di Pisoniano fino al santuario. Tempo di percorrenza 2,5 ore;
- sentiero delle creste: da Capranica Prenestina per Monte Calo prosegue fino a Guadagnolo e raggiunge il santuario. Tempo di percorrenza 4,0 ore;
- sentiero di papa Gregorio Magno: da San Gregorio da Sassola, per il convento di Santa Maria Nuova e per le "Cimate" fino al monte Cerella e raggiunge il santuario. Tempo di percorrenza 4,5 ore;
- sentiero attrezzato A. Kircher: percorso breve ma per escursionisti esperti; in prossimità del santuario raggiunge la vetta del Primo Sperone dei Monti Caprini. Tempo di percorrenza circa 30 minuti;
- sentiero Casape: da Casape, Guadagnolo, Mentorella (circa 10 km). Tempo di percorrenza circa due ore;
- sentiero Serpetta: in prossimità del santuario, conduce alla maestosa composizione delle rocce a forma di grande finestra "orografica" dalla quale si può ammirare completamente il santuario addossato alla scarpata del monte con visione, sullo sfondo, del massiccio del monte Terminillo, per poi proseguire verso Pisoniano. Il tempo di percorrenza per la finestra orografica è di mezz'ora;
- sentiero naturalistico didattico Danilo Restaneo: ha il suo inizio e il suo arrivo nel piazzale del parcheggio del santuario. Passa con largo giro sul monte Cerella e da lì porta o al santuario o a Guadagnolo. Tempo medio di percorrenza 3,0 ore.